# Jeffrey Konvitz
Jeffrey Konvitz est un écrivain, producteur et scénariste américain, né en 1944 à New York. 

## Filmographie sélective

### Scénariste
- 1974 : Silent Night, Bloody Night (en)
- 1977 : La Sentinelle des maudits
- 1980 : Gorp de Joseph Ruben

### Producteur
- 1974 : Silent Night, Bloody Night (en)
- 1977 : La Sentinelle des maudits
- 1980 : Gorp
- 1993 : Cyborg 2: Glass Shadow
- 1994 : Bolt
- 1996 : Bloodsport 2
- 1996 : Agent zéro zéro
- 2000 : Y a-t-il un flic pour sauver l'humanité ?
- 2006 : Ô Jérusalem
- 2007 : The Flock
- 2017 : City of Lies de Brad Furman

## Distinctions
Nominations
- Saturn Awards :
  - Saturn Award du meilleur scénario 1978 (La Sentinelle des maudits)